# Bhagirathi (Berg)
Die Bhagirathi (auch Bhagirathi Parbat; Hauptgipfel: Bhagirathi I, Hindi भागीरथी) ist ein 6856 m hoher Berg im indischen Bundesstaat Uttarakhand im Garhwal-Himalaya.
Der Berg befindet sich auf der östlichen Seite des Gangotrigletschers. Er besitzt zwei Nebengipfel, die nördlich des Hauptgipfels liegen: Bhagirathi II (6512 m, ⊙) im Norden des Bergmassivs sowie Bhagirathi III (6454 m, ⊙) zwischen den beiden anderen Gipfeln.
An der Nordflanke des Bergmassivs strömt der Chaturangigletscher in westlicher Richtung dem Gangotrigletscher entgegen.

## Erstbesteigungen der Gipfel
Die Erstbesteigung des Bhagirathi I fand 1980 durch eine japanische Expedition über den Südostgrat statt.
Die Erstbesteigung des Bhagirathi II fand im Jahr 1938 durch eine von Rudolf Schwarzgruber geführte deutsch-österreichische Expedition über die Nordostwand statt. Eine erste Besteigung des Bhagirathi III gelang am 18. Juni 1933 den beiden Briten Colin Kirkus und Charles Warren über den Südostgrat.